# きみど莉央
きみど 莉央（きみど りお、10月19日 - ）は、日本の漫画家。血液型はO型。東京都出身。2015年、小学館の『Sho-Comi増刊』6月15日号掲載の『ゴーインな私の救世主様』でデビュー。

## 来歴
2015年、『Sho-Comi』16号より同年18号まで『青恋エデン』を連載。2016年、同誌にて青春ラブストーリーを描いた『恋空ららら』の連載を開始。2017年、同誌2017年1号より映画『チア☆ダン〜女子高生がチアダンスで全米制覇しちゃったホントの話〜』のコミカライズの連載を開始。2018年、同誌6号より『アイドル様のお気に入り!?』を、同誌23号より『明日はキミのことなんか。』を連載。2019年、同誌にて恋愛バラエティ番組『今日、好きになりました。』のコミカライズを連載。同年、同誌2020年2号より『僕専用ドミトリー』の連載を開始。2021年、『聖くんは今日も好きなのに』を同誌10号より開始。2024年に『Sho-Comi』がVTuberグループ「ReGLOSS」とコラボレートし、漫画『ReGLOSS-BadでGoodな日常-』を17号より連載開始され、ネーム原作を花まみもが担当し、きみどは作画を務める。

## 作品リスト

### 連載作品
- 青恋エデン（『Sho-Comi』2015年16号[2] - 2015年18号[3]）
- 恋空ららら（『Sho-Comi』2016年5号[4] - 2016年7号）
- チア☆ダン〜女子高生がチアダンスで全米制覇しちゃったホントの話〜（『Sho-Comi』2017年1号[5] - 2017年3・4合併号） - コミカライズ[5]
- アイドル様のお気に入り!?（『Sho-Comi』2018年6号[6] - 2018年8号[13]、2018年12号[14] - 2018年16号[15]）
- 明日はキミのことなんか。（『Sho-Comi』2018年23号[7] - 2019年1号[16]）
- 今日、好きになりました。（企画原案：AbemaTV、『Sho-Comi』2019年17号（プロローグ[17]）、2019年18号[8] - 2019年20号[18]）
- 僕専用ドミトリー（『Sho-Comi』2020年2号[10] - 2020年5号[19]）
- 聖くんは今日も好きなのに（『Sho-Comi』2021年10号[11] - 2021年16号[20]、2021年18号（読み切り[21]）、2021年22号[22] - 2023年6号[23]） - 連載開始から2021年16号までショート連載[11][20]
- 黒豹くんは食べちゃいたい。（『Sho-Comi』2024年3・4合併号[24] - 2024年15号）※休載中[25]
- ReGLOSS-BadでGoodな日常-（ネーム原作：花まみも、『Sho-Comi』2024年17号[12] - ） - 作画担当[12]。

### 読み切り作品
- ゴーインな私の救世主様（『Sho-Comi』増刊2015年6月15日号）- デビュー作[要出典]
- キミだけに恋してマス。（『Sho-Comi』2015年13号）
- じゃあ、結婚してくれる？（『Sho-Comi』増刊2015年10月15日号）
- 放課後ピアニッシモ（『Sho-Comi』2015年22号）
- 聖なる夜は私としなさいっ！（『Sho-Comi』2015年24号）
- こっち、むいて、さわって。（『Sho-Comi』増刊2016年2月14日号）
- 「大好き」だから我慢できない。（『Sho-Comi』増刊2016年6月15日号[26]）
- 犬塚クンと猫宮サマ -僕はキミのペット- （『Sho-Comi』増刊2016年8月15日号[27]）
- メイドのくせに生意気な。（『Sho-Comi』2016年16号）
- オレに惚れた、キミの負け。（『Sho-Comi』2016年20号別冊ふろく）
- レンアイ・ロック！（『Sho-Comi』増刊2016年10月15日号[28]）
- チア☆ダン（『Sho-Comi』増刊2016年12月15日号[29]）
- 彼と私の恋する事件簿（『Sho-Comi』2017年8号[30]） - 『アイドル様のお気に入り!?』第1巻収録[31]
- モトカノ×リベンジ（『Sho-Comi』増刊2017年4月15日号[32]）
- オオカミの花嫁（『Sho-Comi』2017年13号[33]）
- ママに言えないナイショゴト。（『Sho-Comi』増刊2017年6月15日号[34]）
- 海の家、誘惑のススメ（『Sho-Comi』増刊2017年8月15日号[35]）
- 背伸びして、キスしたら。（『Sho-Comi』増刊2017年10月15日号[36]）
- わたしだけの、せんせい。（『Sho-Comi』増刊2017年12月15日号[37]）
- アナタはもう、誰かのモノ（『Sho-Comi』増刊2018年2月14日号[38]） - 『アイドル様のお気に入り!?』第1巻収録[31]
- 君の手中でおぼれたい（『Sho-Comi』増刊2019年4月15日号[39]）

### 書籍
※特記事項がない限りSho-Comiフラワーコミックス（小学館）。
- 青恋エデン（2015年10月26日発売）
- 恋空ららら（2016年5月26日発売）
- チア☆ダン〜女子高生がチアダンスで全米制覇しちゃったホントの話〜（2017年2月24日発売）
- オレに惚れた、キミの負け。 (2017年9月1日発売)
- 高校生だけど結婚します（共著、2017年12月26日発売）
- アイドル様のお気に入り!?
  1. （2018年6月8日発売）
  2. （2018年10月5日発売）
- 蜜夜溺愛心中（共著、2018年7月27日発売）
- 先生とヒミツの恋（共著、2018年8月3日発売）
- 明日はキミのことなんか。（2019年3月8日発売）
- 今日、好きになりました。（2019年12月13日発売）

### イラスト
- 僕なら、泣かせたりしない（著：乙葉一華、FCチャットノベルズ、2019年2月26日発売[40]）※表紙絵・挿絵を担当[40]
- 結婚がイヤで家出したら、モテ男子と同居することになりました。（著：夏木エル、ケータイ小説文庫、2021年2月25日発売）※表紙絵・挿絵を担当[41]
- 再会したイケメン幼なじみは、私を捕らえて離さない。（著：acomaru、ケータイ小説文庫、2021年6月25日発売）※表紙絵・挿絵を担当[42]